# Glatzeter Kogel
Glatzeter Kogel är en bergstopp i Österrike.   Den ligger i förbundslandet Niederösterreich, i den östra delen av landet, 80 km sydväst om huvudstaden Wien. Toppen på Glatzeter Kogel är 1 594 meter över havet, eller 262 meter över den omgivande terrängen. Bredden vid basen är 2,4 km.
Terrängen runt Glatzeter Kogel är kuperad åt nordväst, men åt sydost är den bergig. Närmaste större samhälle är Mürzzuschlag, 17,2 km söder om Glatzeter Kogel. 
I omgivningarna runt Glatzeter Kogel växer i huvudsak blandskog. Runt Glatzeter Kogel är det ganska glesbefolkat, med 48 invånare per kvadratkilometer.